# Roseraie de Provins
La roseraie de Provins est une roseraie située à Provins dans le département de Seine-et-Marne en France. Réhabilitée depuis 2008, elle s'étend sur trois hectares.

## Situation
Elle est située au pied de la ville haute, entre la ville haute et la ville basse, et présente environ 300 variétés.

## Historique
La légende veut que Thibaud IV de Champagne ait rapporté la rose de Provins (Rosa gallica Officinalis, variété double de Rosa gallica) en 1240 au retour de croisade. 
Il aurait demandé que l'on en fasse la culture, ce qui aurait permis la richesse de Provins.

## Roseraie
La roseraie a été créée au milieu du XXe siècle par Jean Vizier, puis laissée à l'abandon et réhabilitée en 2008.
L'histoire des roses est présentée par thèmes et commence avec les roses anciennes, roses galliques et roses de Damas, hybrides de thé puis roses modernes.

## Autres activités
Les plantes médicinales traditionnelles sont présentées dans un jardin de simples.
Les vieux outils du bâtiment et de l'art populaire sont exposés et une librairie propose des ouvrages sur les outils, le compagnonnage et les métiers.
La roseraie comporte aussi une salle d'exposition temporaire.
Un salon de thé avec terrasse complète les aménagements.